# Binger Loch

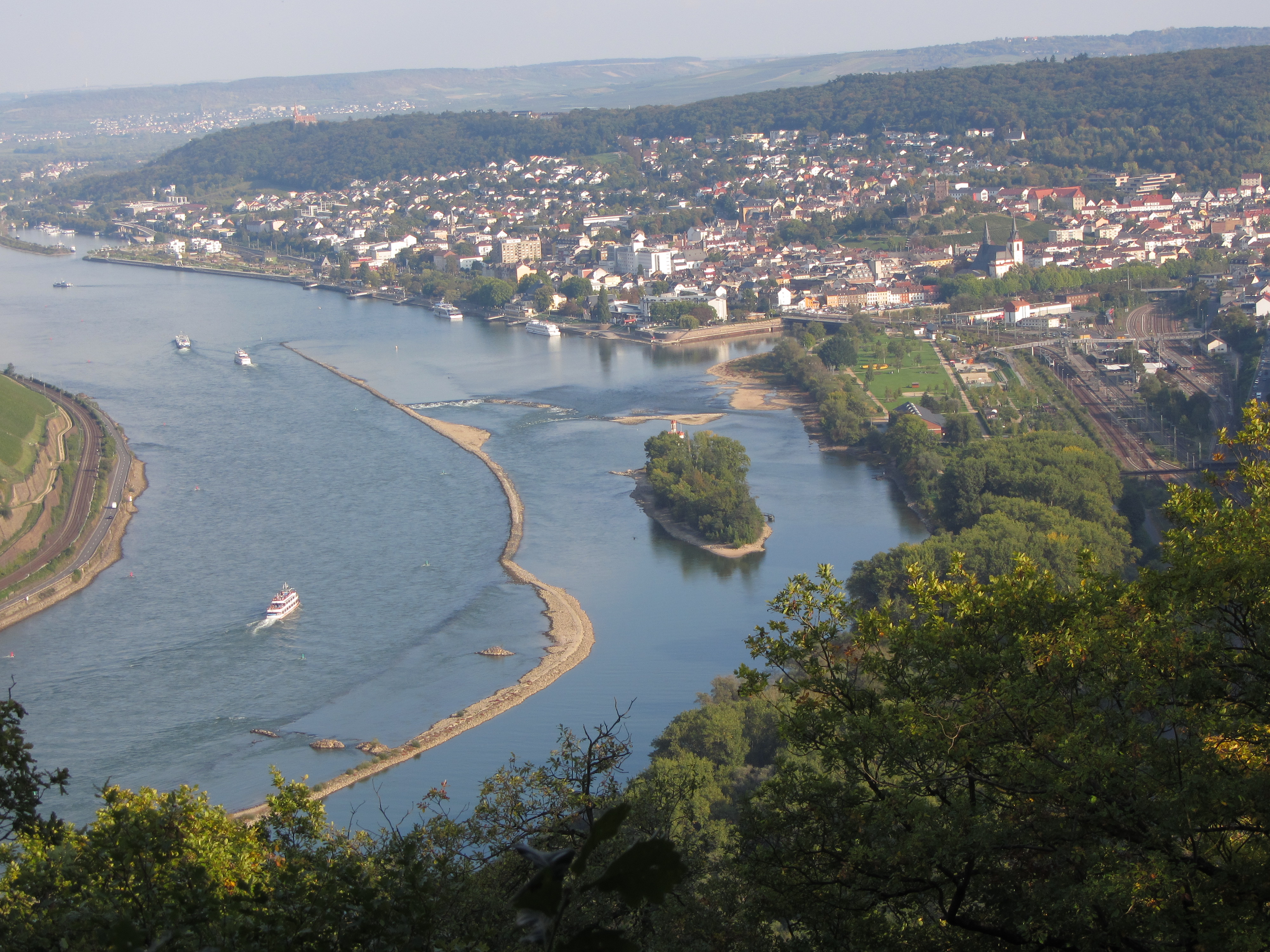
Het Binger Loch nu

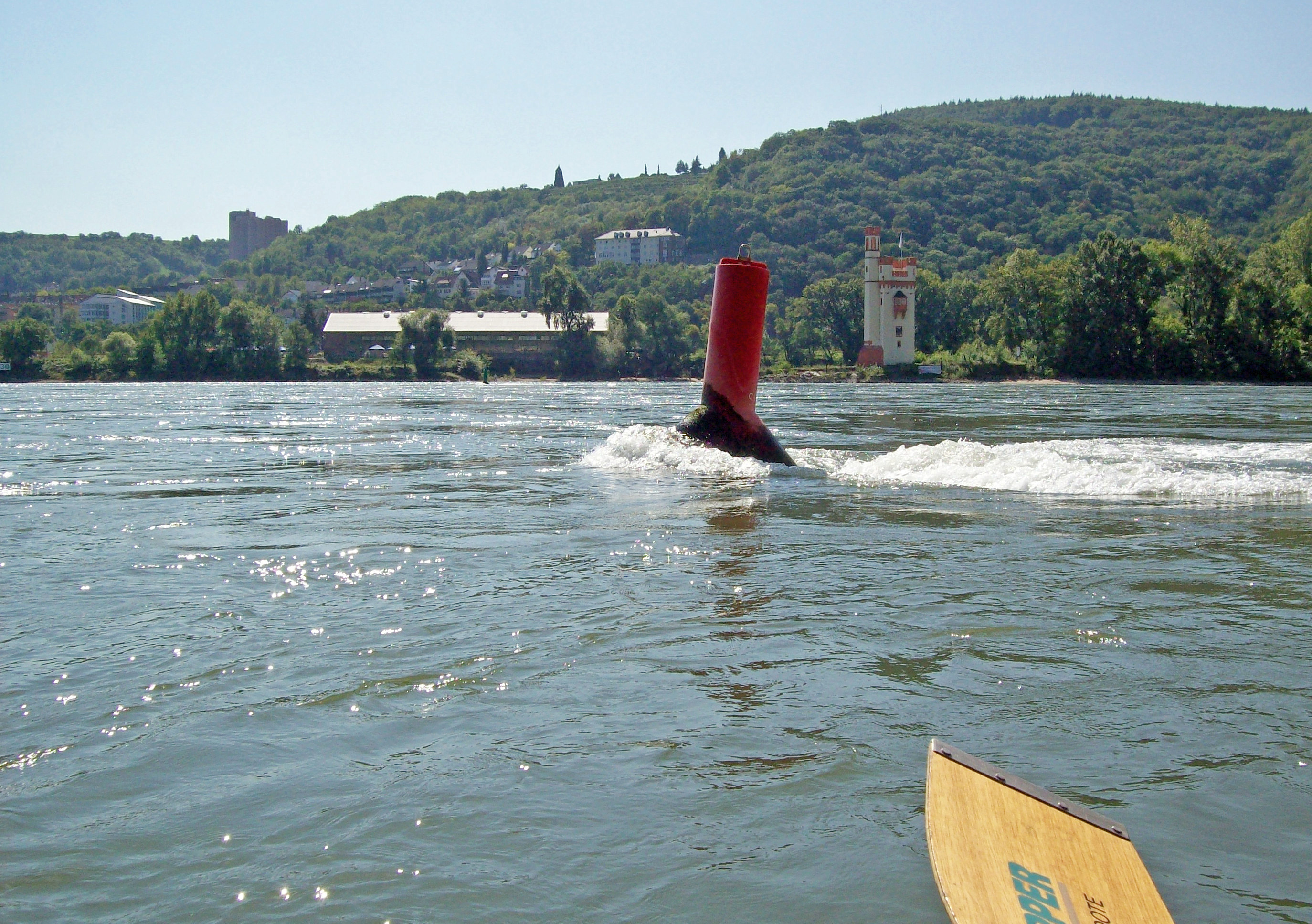
Rechteroeverton in het Binger Loch

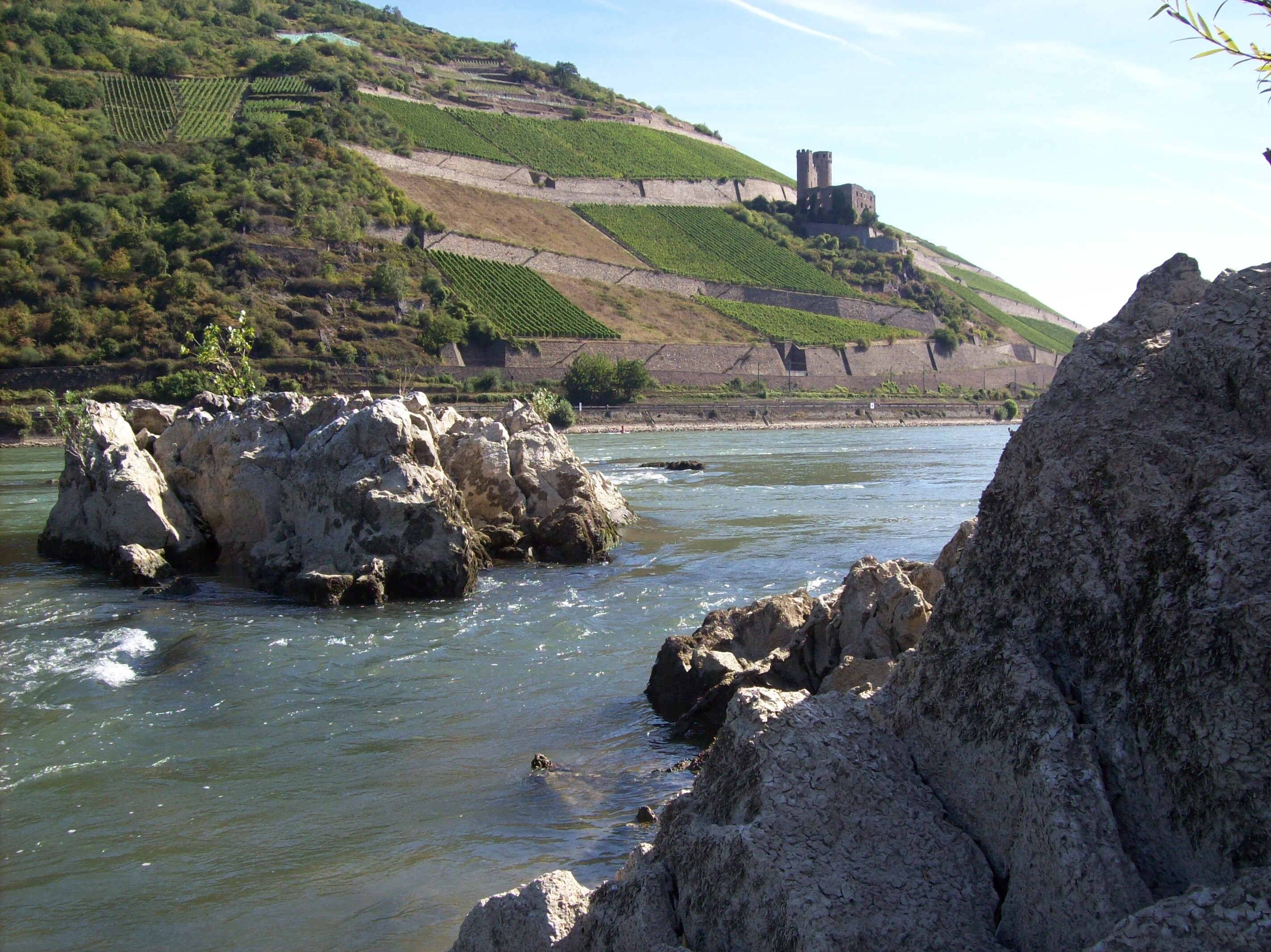
Rotsen naast het gat

Het Binger Loch is een door mensenhanden gemaakt gat (Du: Loch) in een natuurlijke barrière van rotsen in de Rijn, ter hoogte van kilometerraai 530,8 in Duitsland. De bedoeling hiervan is het ter plaatse vlot en veilig passeren van binnenschepen mogelijk maken.

## Geschiedenis
De harde kwartsiet rots lag oorspronkelijk over de hele rivier, zodat zelfs de kleine schepen van de Middeleeuwen hier niet konden passeren en ontladen moesten worden. Door de Romeinen was al geprobeerd de rivier bij Bingen bevaarbaar te maken, maar zij hadden daarvoor niet de beschikking over de juiste technieken. Pas na de uitvinding van het buskruit werd in de 17e eeuw, op initiatief van kooplieden uit Frankfurt een bevaarbare doorbraak geforceerd van pakweg 4 meter breed. Voldoende voor het passeren van veel schepen van de toenmalige vloot. De rots stuwde de rivier op. Stroomopwaarts daalde het waterpeil dus nadat men het gat had gemaakt. Dit had onder andere tot gevolg dat van de 32 eilanden stroomopwaarts er nu nog maar 6 over zijn gebleven. Drie eilanden zijn weggespoeld, de overige zijn met het vasteland verbonden geraakt. Koning Frederik Willem III van Pruisen vond in 1832 dat het gat verbreed moest worden en van 1830 tot 1841 werd het met springstof verbreed tot zo'n 23 meter, later in 1894 tot zo'n 30 meter Met de verbreding en verdieping werd een belangrijke verbetering van de scheepvaart bereikt.
In 1860 begon men met de aanleg van een tweede vaarwater, nu langs de linker oever. Het kreeg de naam Nieuwe Vaarwater. Dit gat werd met springstof zo'n 90 meter breed gemaakt en kwam gereed in 1873. Om het vaarwater veilig van de rotsen af te schermen werd een geleidedam van een kilometer lengte aangelegd.
Door het vergroten van de doorstroming zakte niet alleen het waterpeil nog meer in de rivier, maar daalde ook de grondwaterspiegel in de regio rond de rivier. Als gevolg hiervan begonnen de 20.000 koppen van de eiken heipalen onder de Dom van Mainz te rotten, zodat ze tussen 1909 en 1928 door een diepere stenen fundatie vervangen moesten worden. Mede door deze ervaring werd tussen 1925 en 1932 de breedte van het Nieuwe Vaarwater tot 60 meter teruggebracht door middel van een zevental kribben om toch de vereiste vaardiepte aan te kunnen houden. In 1964 is men weer begonnen met een verdere verbreding. De schepen werden steeds groter en ook konden duwboten met twee naast elkaar geplaatste duwbakken voor de kop niet door het gat. In september 1974 was het huidige Binger Loch op een breedte van 120 meter gebracht. Het Nieuwe Vaarwater werd gesloten.

## Hindernis in het water
Het verval van de Rijn wordt door de Felsbarrière in hoge mate beïnvloed, waardoor het verval tussen Mannheim en Bingen duidelijk kleiner en tussen Bingen en Koblenz duidelijk duidelijk groter is dan dat verwacht zou worden als je een denkbeeldige rechte lijn trekt tussen het Bodenmeer en de Noordzee. Boven Rüdesheim is het verval zo'n 10 centimeter per kilometer, terwijl het beneden het Binger Loch tot 65 centimeter per kilometer toeneemt.
De gemiddelde waterstand is gelijk boven de boven water uitstekende rotsen NAP +77,4 m en drie kilometer stroomafwaarts, vlak voor de zandbank van de Klemensgrond, nog maar NAP +75,4 m. Bij laagwater is de waterstand gelijk beneden het Binger Loch zo'n 80 centimeter lager dan erboven.
Dat levert grote stroomsnelheden op. Boven Bingen komt die bij gemiddelde waterafvoer min of meer overeen stapvoets, terwijl die daarbeneden zo hoog wordt dat de tonnen die de markering van het vaarwater aangeven een echte boeggolf hebben.

## Scheepvaart

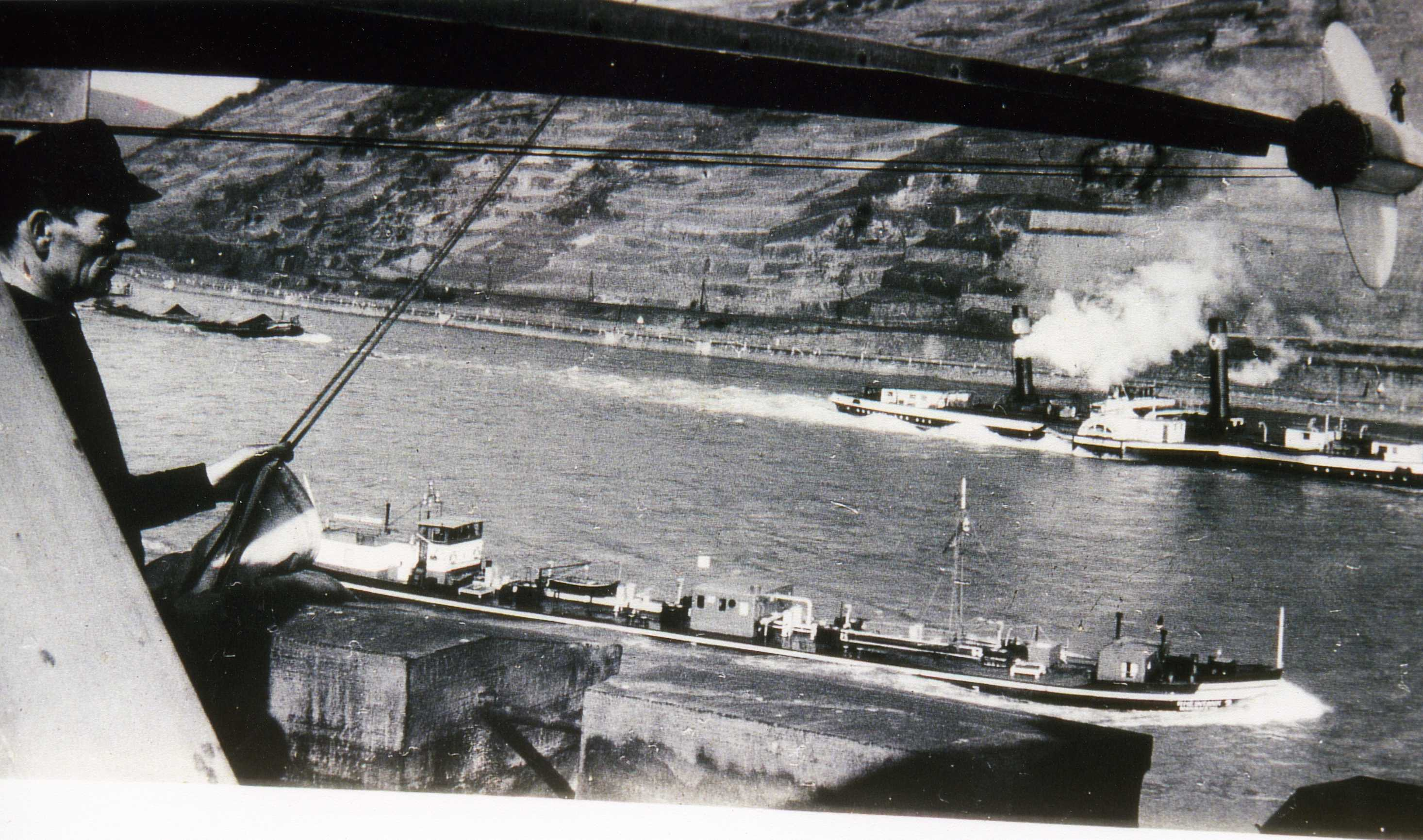
De seingever op de Mäuseturm

Oorspronkelijk diende men de lading van de schepen op de Rijn die wilden passeren bij Lorch te lossen en met paard en wagen over de Niederwald langs de Kaufmansweg naar Assmannshausen of Geisenheim te vervoeren en daar weer in een ander schip over te slaan.
In de 17e eeuw werden de schepen met veel paarden door het Loch gejaagd, waarbij een "leinenschnäpper" de jaaglijn uit de begroeiing diende te houden. Ook na de opkomst van de stoommachine hadden de meeste schepen nog voorspan nodig om te kunnen passeren.
De ingang van het Nieuwe Vaarwater lag rechts van de Mäuseturm, links ervan was geen vaart mogelijk. Met de aanleg werd het mogelijk om het gat met schepen ook in de afvaart te passeren. Men diende daartoe een witte seinvlag in de mast te hijsen. De seingever op de Mäuseturm besliste wie er vóór ging, de afvaart of de opvaart.
Het feitelijke Binger Loch is in de vaarweg boven water niet te zien. Op de muur aan de oever staat een andreaskruis, waarmee de schipper kan zien dat hij het gat gepasseerd is. Ook kan men naar de Burcht Ehrenfels ruïne kijken. Als je er bij twee vensters dwars doorheen kan kijken, zat je in het Loch en als ze zich langzaam hadden gesloten was je boven het Loch.

## Gedenkteken

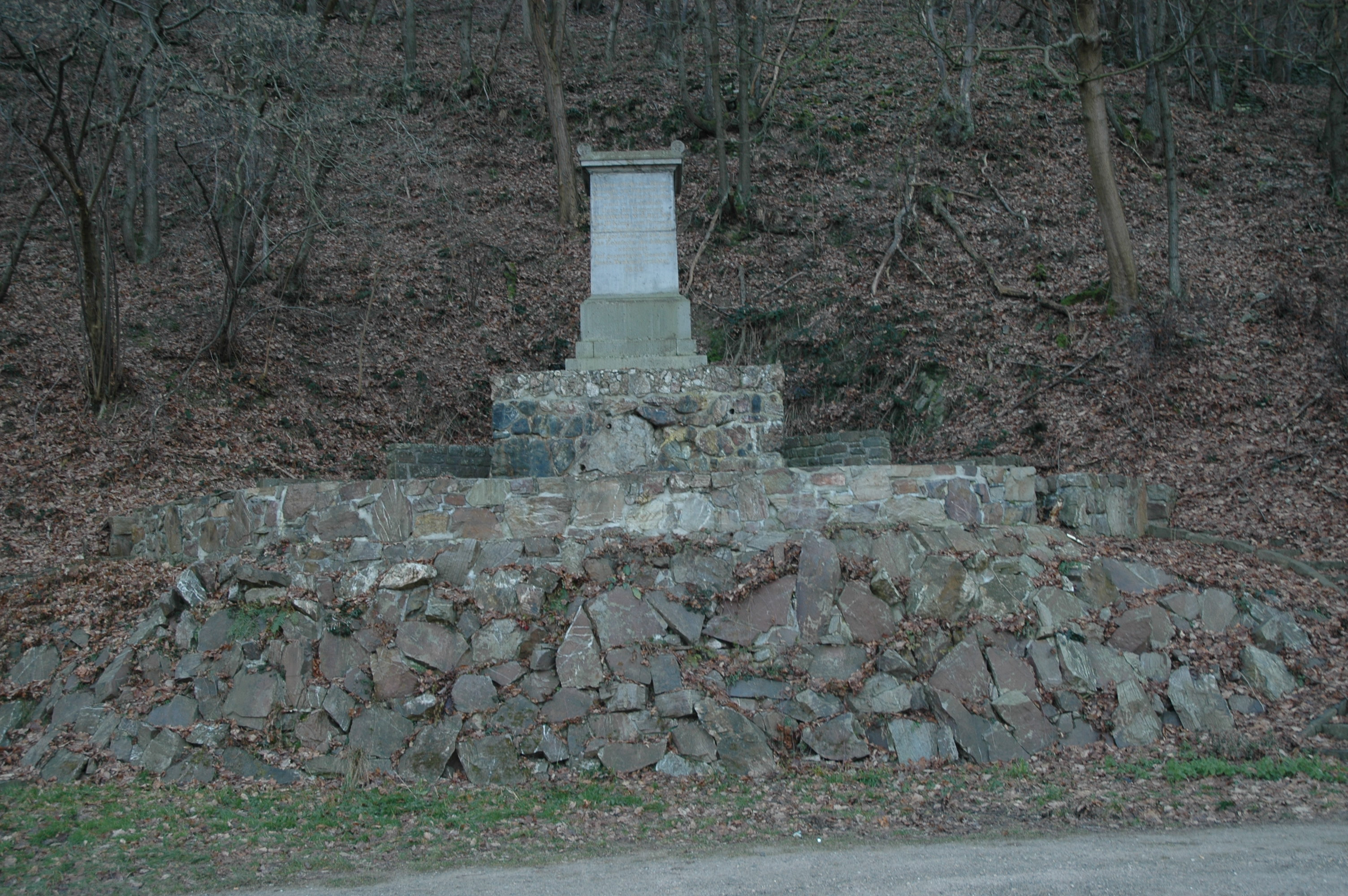
Monument voor de verbreding 1832

Bij het bereiken van 9 meter doorvaart werd ter herinnering een gedenkteken opgericht op de linkeroever, recht tegenover het gat. Het bestaat voor een groot deel uit rotsen die ter plaatse uit de rivier zijn gehaald.
Het in 1832 bij Weiler bei Bingen geplaatste monument heeft als opschrift:
An dieser Stelle des Rheins verengte ein Felsenriff die Durchfahrt. Vielen Schiffen wurde es verderblich. Unter der Regierung FRIEDRICH WILHELMS ist die Durchfahrt nach dreijähriger Arbeit auf 210 Fuß das Zehnfache des frühere verbreitet. Auf gesprengten Gestein ist dieses Denkmal errichtet. 1832